# Gottfried Kapaun von Swoykow

Gottfried Kapaun von Swoykow, Lithographie von Friedrich Dewehrt

Gottfried Kapaun von Swoykow (tschechisch Bohumír Kapoun ze Svojkova, auch Jan Bohumír Kapoun, svobodný pán ze Svojkova; * 16. Februar 1636 in Bechin; † 18. September 1701 in Chrast, Bezirk Pardubitz) war ein römisch-katholischer Geistlicher und Bischof von Königgrätz.

## Herkunft und Werdegang
Seine Eltern waren Albrecht Kapaun von Swoykow (Vojtěch Kapoun, svobodný pán na Vodicích), königlicher Kreishauptmann des Bechiner Kreises, und Barbara Albertine, Freiin Wratislaw von Mitrowitz (Vojtěška z Mitrovic). Gottfried besuchte das Königgrätzer Gymnasium, studierte anschließend Theologie in Prag und erwarb den akademischen Grad eines Dr. theol. Nach der Priesterweihe am 30. März 1659 wurde er 1660 Dekan in Náchod, wo ihm drei Jahre später nach dem Stadtbrand der Wiederaufbau der Pfarrkirche St. Laurentius oblag. Anlässlich eines Romaufenthaltes erlangte er die Würde eines Apostolischen Protonotars. 1671 wurde er infulierter Archidiakon von Krumau und 1675 erzbischöflicher Vikar des Kreises Bechin. 1680 ernannte ihn Kaiser Leopold I. zum Kaiserlichen Rat und zum Bischof von Semendria in Serbien. Die Wahl wurde am 11. Januar 1681 von Papst Innozenz XI.  bestätigt, doch blieb Kapoun wegen der unsicheren politischen Lage in Südosteuropa, die im Frühjahr 1683 in den 5. Türkenkrieg (1683–1697) münden sollte, in Krummau.

## Bischof von Königgrätz
Nach dem Tod des Königgrätzer Bischofs Johann Franz Christoph von Thalenberg nominierte ihn der Kaiser am 23. September 1698 zu dessen Nachfolger. Der päpstlichen Bestätigung vom 18. Mai 1699 folgte am 28. Juni desselben Jahres die Bischofsweihe durch Erzbischof Johann Joseph von Breuner in Prag und am 1. September d. J. die Inthronisation. Erst jetzt, am 23. Juni 1699, legte Kapoun Amt des Krumauer Erzdechanten und Prälaten nieder.
Seine kurze Amtszeit als Bischof war unbedeutend. Er starb 1701 auf dem bischöflichen Schloss in Chrast und wurde in der Königgrätzer Heilig-Geist-Kathedrale beigesetzt.